# Joseph Warton

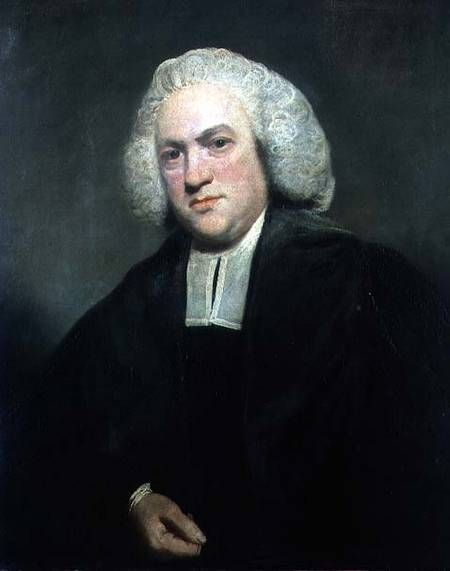
Joseph Warton

Joseph Warton (Dunsfold, Surrey, april 1722 - 23 februari 1800) was een Engels literatuurcriticus en dichter. Hij was een zoon van geestelijke, dichter en professor Thomas Warton en een broer van de dichter en criticus Thomas Warton. Het gezin verhuisde als spoedig naar Basingstoke in Hampshire, waar hun vader dominee werd.
Joseph Warton bezocht  het Winchester College, waar hij bevriend raakte met William Collins, en de Universiteit van Oxford. Hij volgde in zijn vaders voetsporen en werd in 1748 priester in Winslade.
In 1744 verscheen zijn bekendste dichtwerk The Enthusiast, dat al trekken vertoont van de later opkomende periode van de Romantiek in Engeland.
In 1755 ging hij lesgeven op zijn oude middelbare school en werd hoofd van de school in  1766. Dit was geen succes; na herhaalde protesten van leerlingen trad hij in 1793 af. Hij wist zich vooral te onderscheiden als criticus en vertaalde de Bucolica en Georgica van Vergilius. In 1756 verscheen Essays on the Writings and Genius of Pope, dat in 1782 gevolgd werd door een tweede deel. In 1787 gaf hij een editie uit van Philip Sidneys In Defence of Poetry en hij redigeerde werk van Alexander Pope.

## Overzicht
- The Enthusiast, or The Lover of Nature (1744)
- Odes on Various Subjects (1746)
- Essay on the Genius and Writings of Pope (1757 en 1782)